# Мала водњача
Мала водњача (Orobanche minor), једногодишња или вишегодишња паразитска биљка без хлорофила, једна је од врста паразитских биљака из рода воловотки или водњача (Orobanche). Паразитира најчешће на корену луцерке. Латинско име рода Orobanche потиче од грчке речи оробос (сочиво) и анкхо (давити), назив који је користио Диоскорид за паразитске биљке на махунаркама.}} Други народни називи за ову врсту су: мали воловод, љубичаста водњача, појалник.

## Распрострањеност
Мала водњача је пореклом из јужне Европе, али је пренесена и данас се сматра једном од најраспрострањенијих врста широм света. Широко је распрострањена и у Сједињеним Америчким Државама, а на Новом Зеланду је једина врста овог рода која се данас сматра пољопривредном штеточином.

## Опис врсте
Мала водњача је једногодишња или вишегодишња паразитска биљка без хлорофила, висока 10-45 цм. Стабљика је неразграната, при основи нешто задебљала, ружичасте боје, жлездасто-длакава. У доњем делу је густо, а у горњем ређе обрасла жућкастим скалама – ланцетастим љускама које представљају модификоване листове. Део стабљике налази се под земљом. Цветови су сложени у класасте цвасти при врху биљке. Kруница 12-18 мм дуга, цеваста, од основе до врха равномерно савијена, први врху се незнатно проширује. Цев крунице свега 4-6 мм широка, горња усна равно испружена. Боја је жућкастобела, често са љубичастом нерватуром; у горњем делу црвенкаста. Жиг са два режња, пурпуран или љубичаст, ређе бео. Испод сваког цвета по једна брактеја без брактеоле. Прашнице се налазе на 2-3 мм од основе круничне цеви. Чашица дуга као брактеја, дводелна. Цвета од априла до августа. Плод је многосемена чаура.
- Галерија слика мале водњаче
- Изданак
- Стабљика обрасла скалама
- Нерасцветала цваст
- Расцветала цваст
- Цвет
- Зреле чауре
- Суве чауре, старе годину дана

## Услови станишта
Мала водњача расте на пољима детелине, уз рубове шума и поред путева. Паразитира појединачно или гнездасто на главочикама (Asteraceae), штитастоцветницама (Apiaceae) и махунаркама (Fabaceae), нарочито на корену детелина (Trifolium) и луцерки (Medicago). Јавља се спорадично, али је местимично честа.

## Употреба
Мала водњача је једина врста из рода Orobanche која је позната као јестива самоникла врста (за друге врсте се претпоставља да би такође могле бити јестиве, осим ако расту на корењу отровних биљака домаћина). За јело се користе делови стабљике који расту испод земље. Могу се припремати као шпаргла, прокувани и преливени путером и презлом.<ref">Grlić 1986, стр. 61</ref> Беру се почетком лета. Због благе токсичности не треба је јести у већим количинама.